# Filmen om Siw
Filmen om Siw är en kommande svensk dokumentärfilm med biopremiär den 3 september 2025. Den är regisserad av Stina Gardell och distriberas av Nonstop Entertainment.

## Handling
Filmen handlar om artisten Siw Malmkvists långa och framgångsrika karriär.

## Medverkande (i urval)
- Siw Malmkvist